# Вернамо
Вернамо (швед. Värnamo) град је у Шведској, у јужном делу државе. Град је у оквиру Јенћепиншког округа, где је други град по величини и значају. Вернамо је истовремено и седиште истоимене општине.

## Природни услови
Град Вернамо се налази у јужном делу Шведске и Скандинавског полуострва. Од главног града државе, Стокхолма, град је удаљен 390 км југозападно.
Вернамо се развио у изворишном делу реке Лаган. Градско подручје је брдовито, а надморска висина се креће 150-200 м.

## Историја
Подручје Вернама било је насељено још у време праисторије. Прво стално насеље на датом подручју јавља се у 13. веку. 1659. године насеље добија права трговишта.
Све до споразума у Роскилдеу 1658. године ово подручје је било честа мета напада Данаца, па је доживео више пожара.
У другој половини 19. века, са доласком индустрије и железнице, Вернамо доживљава препород, па 1920. године добија права града. Ово благостање траје и дан-данас.

## Становништво
Вернамо је данас град средње величине за шведске услове. Град има око 19.000 становника (податак из 2010. г.), а градско подручје, тј. истоимена општина има око 33.000 становника (податак из 2012. г.). Последњих деценија број становника у граду лагано, али сигурно расте.
До средине 20. века Вернамо су насељавали искључиво етнички Швеђани. Међутим, са јачањем усељавања у Шведску, становништво града је постало шароликије.

## Привреда
Данас је Вернамо савремени град са посебно развијеном индустријом. Последње две деценије посебно се развијају трговина, услуге и туризам.

## Збирка слика
- Главна градска црква
- Градска кућа Вернама